# 易行道與難行道
易行道，指以信仰作為方便，简单而快速到達不退转菩萨之地的佛教修行法门，主要依靠他力；如果以精進修行而至解脫者，稱為難行道，主要依靠自力。
在中国，易行道这一概念专指净土宗的教法。
出自於龍樹所著《十住毗婆沙论》。。
龙树所谓念佛，指的是念十方诸佛，即东方善德佛、南方旃檀德佛、西方无量明佛、北方相德佛、东南无忧德佛、西南宝施佛、西北华（花）德佛、东北三乘行佛、下方明德佛、上方廣眾德佛，或法界所有諸佛；
但在整个易行品当中，龙树菩萨对阿弥陀佛有详细的称赞 ：
阿弥陀佛本愿如是：若人念我，称名自归，即入必定，得阿耨多罗三藐三菩提；是故常应忆念。以偈称赞：（32偈128句）
1无量光明慧，身如真金山，我今身口意，合掌稽首礼。
2金色妙光明，普流诸世界，随物示其色，是故稽首礼。
3若人命终时，得生彼国者，即具无量德，是故我归命。
4人能念是佛，无量力功德，即时入必定，是故我常念。
5彼国人命终，设应受诸苦，不堕恶地狱，是故归命礼。
6若人生彼国，终不堕三趣，及与阿修罗，我今归命礼。
7人天身相同，犹如金山顶，诸胜所归处，是故头面礼。
8其有生彼国，具天眼耳通，十方普无碍，稽首圣中尊。
9其国诸众生，神变及心通，亦具宿命智，是故归命礼。
10生彼国土者，无我无我所，不生彼此心，是故稽首礼。
11超出三界狱，目如莲华叶，声闻众无量，是故稽首礼。
12彼国诸众生，其性皆柔和，自然行十善，稽首众圣主。
13从善生净明，无量无边数，二足中第一，是故我归命。
14若人愿作佛，心念阿弥陀，应时为现身，是故我归命。
15彼佛本愿力，十方诸菩萨，来供养听法，是故我稽首。
16彼土诸菩萨，具足诸相好，以自庄严身，我今归命礼。
17彼诸大菩萨，日日于三时，供养十方佛，是故稽首礼。
18若人种善根，疑则华不开，信心清净者，华开则见佛。
19十方现在佛，以种种因缘，叹彼佛功德，我今归命礼。
20其土具严饰，殊彼诸天宫，功德甚深厚，是故礼佛足。
21佛足千辐轮，柔软莲华色，见者皆欢喜，头面礼佛足。
22眉间白毫光，犹如清净月，增益面光色，头面礼佛足。
23本求佛道时，行诸奇妙事，如诸经所说，头面稽首礼。
24彼佛所言说，破除诸罪根，美言多所益，我今稽首礼。
25以此美言说，救诸著乐病，已度今犹度，是故稽首礼。
26人天中最尊，诸天头面礼，七宝冠摩尼，是故我归命。
27一切贤圣众，及诸人天众，咸皆共归命，是故我亦礼。
28乘彼八道船，能度难度海，自度亦度彼，我礼自在者。
29诸佛无量劫，赞扬其功德，犹尚不能尽，归命清净人。
30我今亦如是，称赞无量德，以是福因缘，愿佛常念我。
31我于今先世，福德若大小，愿我于佛所，心常得清净。

32以此福因缘，所获上妙德，愿诸众生类，皆亦悉当得。
由此可证明龍樹菩萨非常强调要念“南无阿弥陀佛”。
隨眾生意樂， 安立於大乘，
非惡見行處， 外道不能受。
自內所證乘， 非計度所行，
願說佛滅後， 誰能受持此？
大慧汝應知， 善逝涅槃後，
未來世當有， 持於我法者。
南天竺國中， 大名德比丘，
厥號為龍樹， 能破有無宗。
世間中顯我， 無上大乘法，
得初歡喜地， 往生安樂國